# Jacopo Ripanda
Jacopo Ripanda (Bologna, XV secolo – Roma, 1516 circa) è stato un pittore italiano.

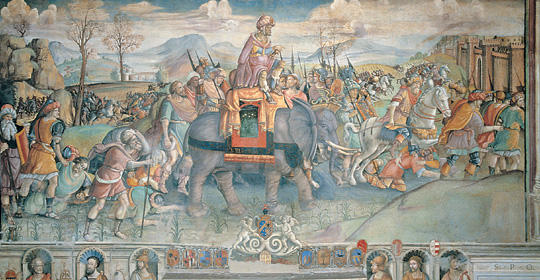
Jacopo Ripanda, Annibale varca le Alpi, 1508-1509, Roma, Palazzo dei Conservatori.

La sua attività di artista si svolse principalmente tra Bologna, sua città natale, e Roma, a seguito delle numerose commissioni papali all'interno di chiese e soprattutto di palazzi nobiliari.

## Biografia
Scarse sono le notizie relative all'attività di questo pittore, molto apprezzato all'epoca. Nato probabilmente a Bologna verso la seconda metà del XV secolo, l'artista sarebbe partito molto presto per recarsi a Roma, durante il pontificato di papa Alessandro VI Borgia, con l'intenzione di studiare le antichità classiche. 

Il suo grande interesse per le antichità romane lo portò ad osservare interamente, attraverso una sorta di apparecchio, ogni dettaglio tratto dai rilievi della Colonna di Traiano, che egli stesso riprodusse attraverso numerose incisioni.
La fama di queste opere bastò ad attirare il mecenatismo del papa, il quale non solo acquistò tali capolavori ma affidò a Jacopo anche l'eccezionale compito di affrescare quattro sale raffiguranti scene di storia classica, all'interno del Palazzo dei Conservatori, al Campidoglio. 

Ripanda iniziò questi affreschi all'incirca nel 1508, con il largo contributo della sua bottega, ma che tuttavia terminò un anno dopo, quando al papa Alessandro era succeduto Giulio II.